# Anuttarayoga-Tantra
Anuttarayoga-Tantra (tibetisch: bla na med pa'i rgyud; „Unübertroffenes Yoga-Tantra“ oder „Höchstes Yoga-Tantra“) ist ein Terminus aus dem Tibetischen Buddhismus in der Kategorie des 'esoterischen Tantra' (Vajrayana) in den buddhistischen Texten, die einen Teil des Kangyur („übersetzte Worte des Buddha“) im buddhistischen Kanon bilden.

## Die Klassen des buddhistischen Tantra
Die drei großen tibetischen Linien der „Periode der neuen Übersetzung“ (Sarma) teilen das Tantra in vier Klassen auf:
1. Kriya-Tantra (Sanskrit: Kriyātantra; tibetisch (Wyl.): bya rgyud; rituelle Buddhafiguren-Praxis), das externe rituelle Praktiken wie Waschung, Diät und Fasten betont
2. Charya-Tantra (Sanskrit: Caryātantra; tibetisch (Wyl.): spyod rgyud; benehmensorientierte Buddhafiguren-Praxis), das gleichermaßen äußeres Benehmen und innere Methoden betont
3. Yoga-Tantra (Sanskrit: Yogatantra; tibetisch (Wyl.): rnal 'byor gyi rgyud; integrierte Buddhafiguren-Praxis), das innere Methoden des Yoga betont
4. Anuttarayoga-Tantra (tibetisch (Wyl.): bla na med pa'i rgyud; unvergleichliche integrierte Buddhafiguren-Praxis), das spezielle und fortgeschrittenere Methoden der inneren Praxis lehrt.

In den Sarma-Schulen des tibetischen Buddhismus ist das Anuttarayoga-Tantra die höchste von vier Klassen und wird mit der Mahamudra (tibetisch phyag-chen; „großes Siegel“)-Route zur Erleuchtung verbunden.
Nach der Gelug-Tradition lehrte der Buddha im 'Höchsten Yoga-Tantra' die tiefgreifendsten Instruktionen zur Umwandlung von sinnlichem Vergnügen in den schnellen Pfad zur Erleuchtung, die andererseits von der  Fähigkeit abhängt, die inneren Winde (tibetisch: rlung; Sanskrit: prana) im zentralen Kanal zu sammeln und durch die Macht der Meditation aufzulösen.
In der Klassifikation des Dzogchen-Systems (tibetisch: rdzogs-chen; „große Vollkommenheit“) der Nyingmapa wird es als gleich mit den Mahayoga-Tantras angesehen, dem ersten der inneren Tantras. Der Dalai Lama stellte fest: „Die alte Übersetzung Dzogchen und die neue Übersetzung des Anuttarayoga-Tantra bieten äquivalente Pfade, die den Praktizierenden zum selben Ergebniszustand von Buddhaschaft bringen.“
Die Praxis des Anuttarayoga-Tantra in der Vajrayana-Tradition des Buddhismus ist durch das Erfordernis der Ermächtigung durch einen qualifizierten Lama charakterisiert sowie die Verwendung von Ritualtechniken und die Praxis von verschiedenen meditativen und feinstofflichen Yogas, um persönliche Transformation zu bewirken und Erleuchtung durch die Verwirklichung der 'Moment-zu-Moment-Kontinuität' des Bewusstseins (Sanskrit: citta-samtāna) einer Meditationsgottheit (das heißt einer Sambhogakaya-Form verwirklichter Wesen) oder eines Yidams zu erlangen. Nach Miranda Shaw sind Anuttarayoga-Tantra-Texte an der Vorderfront von Kontemplation, Ritual und Interpretation im Gebiet des tibetischen Buddhismus geblieben.

## Übersetzungsterminologie
Anuttarayoga-Tantra bedeutet wörtlich 'Unübertroffenes Einheitskontinuum'. Obwohl der Ausdruck in englischen Schriften oft als 'Höchstes Yoga-Tantra' übersetzt wird, ist das nicht ganz genau. Der tibetische Ausdruck bla med (in Sanskrit als anuttara zurückübersetzt) ist eine Verneinung eines 'verhältnismäßig-nicht' oder 'nichts (med/an) höher' (bla/uttara) – eher als ein Superlativ. Hätten die Autoren dieses Ausdrucks beabsichtigt, direkt 'höchstes' anzuzeigen, hätten andere Superlative zur Verfügung gestanden, beispielsweise mchog („allerhöchstes“ oder Sanskrit: uttama; „höchstes“). Stattdessen wählen sie konsistent einen Vergleich statt eines Superlativs. Ähnlich benutzen die im Sanskrit verwendeten Ausdrücke einheitliche Vergleiche: yogottara („höher als Yoga“) und niruttara (eine Verneinung des Vergleichswertes). In den englischen und europäischen Übersetzungen ist diese Nuance allgemein übersehen worden.
Als Gelehrte erklärt Isabelle Onians: „Yogini-Tantras werden in der sekundären Literatur Anuttarayoga genannt. Aber das basiert auf einer fehlerhaften Rückübersetzung der tibetischen Übersetzung (rnal byor bla med kyi rgyud), die in den Sanskrittexten nur als Yogānuttara oder Yoganiruttara erscheinen.“

## Anuttarayoga in tibetischer Klassifikation
Der Ausdruck erscheint in den 'Fünf Gruppen des Dharma' unter Bezugnahme auf Geshe Pabongka Rinpoche. Sie beinhalten:
- den Dharma der Shravakas
- den Dharma der Pratyekabuddhas
- den Sutra-Mahayana-Dharma
- die drei äußeren Tantras – das Kriya-Tantra, das Charya-Tantra und das Yoga-Tantra
- Anuttarayoga-Tantra – das innere und höchste Tantra

In den obigen Sarma-Schulen des tibetischen Buddhismus sind die vier Kategorien des Tantra ebenfalls das Kriyā-Tantra, das Caryā-Tantra, das Yoga-Tantra und das Anuttarayoga-Tantra.
Eine weitere Unterteilung innerhalb der Anuttarayoga-Tantras wird manchmal in
'Vater'- (Yamantaka und Guhyasamaja),
'Mutter'- (Chakrasamvara und Hevajra) und
'Nichtduale' Tantras (Kalachakra)
durchgeführt, obwohl die letztere Kategorie in der Diskussion ist. Beispiele des Anuttara-Yoga sind das Karma-Pakshi-, das Hevajra-, das Chakrasamvara- und das Kalachakra-Tantra.
In den Nyingma-Schulen des Tibetischen Buddhismus wird das Anuttarayoga-Tantra manchmal als Synonym für das Mahāyoga-Tantra ihrer Neun-yāna ('Fahrzeug')-Formulierung verwendet, worin sechs Ebenen in zwei Triaden artikuliert werden, die 'äußeren' und 'inneren' Tantras.
Die äußeren Tantras sind Kriyā-Tantra, Caryā-Tantra und Yoga-Tantra. Die inneren Tantras sind Mahāyoga, Anuyoga und Atiyoga (Dzogchen).

## Arten von Anuttarayoga-Tantras
Fünf Arten von Anuttarayoga-Tantras wurden anfangs in Tibet populär: Guhyasamaja („Esoterische Gemeinschaft“), Yamāntaka („Todeseroberer“; auch: Vajrabhairava oder „Vajra – Ängstiger“), Hevajra („O, Vajra!“), Mahāmāyā („Großes Spiel der Illusion“) und Chakrasamvara („Rad von großer Glückseligkeit“).
Das Kalachakra („Rad der Zeit“)-Tantra wurde etwas später verbreitet. Bis heute ist der Ausdruck 'Anuttarayoga Tantra' nicht in indischen Quellen entdeckt worden, worin die benutzten Kategorien, das 'Mahāyoga' und das 'Yogottara', 'Yoganiruttara' oder 'Yoginī-Tantras' sind, was die Tibeter als „Vater“- (tib.: pha rgyud) und „Mutter“-Tantras (tib.: ma rgyud) betrachten.

### Vater-Tantras
Die 'Mahāyoga-Tantras' der indischen Pala-Dynastie wurden in Tibet als „Vater-Tantras“ bekannt. Den Schlussfolgerungen Tsongkhapas (Gelug) folgend, betonen Vater-Tantras die Erschaffung einer Buddha-Form durch die Kultivierung eines gyulu oder Illusionskörpers (tib.: sgyu-lus, Sanskrit: māyākāyā, chinesisch: mahādeha) auf der Basis von Praktiken mit dem rlung-Energiesystem des subtilen Körpers. Frühere Sakya-Meister und Kagyü-Gelehrte hatten Vater-Tantras als die Praxis von glückseliger Bewusstheit betonend angesehen.
Vater-Tantras verwenden auch den Zorn (pratigha) als Übung auf dem Pfad der Praxis,
unter Konzentration auf den 'Leerheits'-Aspekt der Buddha-Natur. Der Nach-Tsongkhapa-Sakya-Gelehrte Tagtshang Lotsawa identifizierte Vater-Tantras als jene, die die geheime oder verborgene Ermächtigung der vier Ermächtigungen (tibetisch: wang; Sanskrit: abhisheka) des Anuttarayoga-Tantra hervorheben. Die geheime Ermächtigung pflanzt die Samen zur Erlangung eines Illusionskörpers. Durch Visualisation aller Phänomene als die Gottheiten des Mandala der Buddhaschaft werden in der Entwicklungsstufe alle Erscheinungen gereinigt.
Unter den Vater-Tantras sind das Guhyasamâja und auch das Yamantaka und die Praktiken des 'Illusionskörpers' und des Traum-Yoga. Vater-Tantras beziehen sich auf die Phase der Erzeugung meditativer Transformation.

### Mutter-Tantras
Die 'Yoginī-Tantras', die in Tibet als „Mutter-Tantras“ (tib.: ma-rgyud) bekannt wurden, betonen die Entwicklung von erleuchteter Bewusstheit (den „Geist“ des gyulu (Illusionskörpers) durch die Kultivierung des fundamental reinen Geistes aller Wesen, bekannt als 'Glanz' oder als 'Ösel' (tibetisch od-gsal; Sanskrit: prabhashvara) bzw. 'klares Licht'). Sie fokussieren sich auf Hingabe als Grundlage der Vajrayana-Praxis. Sie stützen sich auch auf die Benutzung von Begierde (trsnā) als den Pfad der Praxis unter Konzentration auf den strahlenden (prabhāshvara) Aspekt der Buddhanatur.
Unter den Mutter-Tantras ist das bekannteste das Chakrasamvara („Das Rad der höchsten Wonne“).
Die Praxis des Vajrayogini entwickelte sich aus dem Chakrasamvara und ist heute eine eigenständige De-facto-Praxis mit etwa zwölf vollständigen Sadhanas oder Anweisungen zur bildlichen Meditation. Andere Mutter-Tantras sind Hevajra und Caṇḍamahāroṣaṇa. Hierhin gehören auch das Tummo und das Hevajra. Mutter-Tantras beziehen sich auf die Phase der Vollendung, und nichtduale Tantras kombinieren beide: die Erzeugungsphase und die Vollendungsphase.

### Nichtduale Tantras
Nichtduale Tantras benutzen sowohl Zorn als auch Begierde als ein Gegengift zur Täuschung (Avidya) und konzentrieren sich auf  beide: den körperlichen und den mentalen, die leeren und  strahlenden Aspekte des erleuchteten Geistes. Das Paradebeispiel für diese Kategorie ist das Kalachakra. Die Sakya-Tradition betrachtet auch das Hevajra als nichtduales Tantra, aber andere  Traditionen klassifizieren es als 'Yoginī-Tantra'.

## In der Praxis
In den 'Gottheit-Yoga' (tib.: lha'i rnal 'byor)-Praktiken des Anuttarayoga-Tantra werden zwei Stufen praktiziert: die Erzeugungsstufe und die Vollendungsstufe. In einigen Tantras werden beide Stufen nebeneinander praktiziert, in anderen muss die 'Erzeugungsstufe' (tib.: bskyed rim), in der noch mit der Vorstellungskraft gearbeitet wird, vor dem Beginn der Praxis der 'Vollendungsstufe' (tib.: rdzogs rim) abgeschlossen sein. Der Meditierende, der die Leerheit erkannt hat, durchläuft im Geist den ganzen Daseinskreislauf von Tod, Bardo und Wiedergeburt. Der Endzustand beinhaltet die Erzeugung in Form von Gottheiten. Das Ziel ist die Kontrolle über die Bewusstseinsarten und die '8 Bewusstseinsschichten' bis zum 'klaren Licht' und der mit ihnen einhergehenden Bedingungen.